# Station Genk-Goederen
Station Genk-Goederen is een goederenstation langs spoorlijn 21A (naar Hasselt) en spoorlijn 21C (naar Bilzen) in de stad Genk.
Tot 1995 was dit het station Winterslag, dat sinds 1 juli 1925 langs de intussen opgebroken spoorlijn 18 lag. Toen deed het station dienst als goederenstation voor de mijnen en als reizigersstation voor de pendelende mijnwerkers van de steenkoolmijn van Winterslag.
Dit goederenstation bedient nu de Genkse industriezone.

## Aantal instappende reizigers
De grafiek en tabel geven het gemiddeld aantal instappende reizigers weer op een week-, zater- en zondag.
| Tabel: aantal instappende reizigers station Winterslag | Tabel: aantal instappende reizigers station Winterslag | Tabel: aantal instappende reizigers station Winterslag | Tabel: aantal instappende reizigers station Winterslag |
|                                                        | Weekdag                                                | Zaterdag                                               | Zondag                                                 |
| ------------------------------------------------------ | ------------------------------------------------------ | ------------------------------------------------------ | ------------------------------------------------------ |
| 1977                                                   | 42                                                     | 13                                                     | 18                                                     |
| 1978                                                   | 42                                                     | 14                                                     | 6                                                      |
| 1979                                                   | 14                                                     | 5                                                      | 7                                                      |
| 1980                                                   | 15                                                     | 5                                                      | 5                                                      |
| 1981                                                   | 20                                                     | 4                                                      | 5                                                      |
| 1982                                                   | 2                                                      | 0                                                      | 0                                                      |

0,0: Winterslag ·
10,7: Houthalen ·
14,7: Helchteren ·
18,5: Beverloo-Heide ·
23,0: Wijchmaal ·
27,0: Eksel ·
33,6: Neerpelt ·
40,1: Achel ·
43,8: Borkel en Schaft ·
49,6: Valkenswaard ·
54,1: Aalst-Waalre ·
57,0: Gestel ·
58,0: Philipsdorp Zuid ·
60,0: Eindhoven Centraal
0,0: Hasselt ·
1,7: Kuringen ·
4,9: Kiewit ·
9,5: Bokrijk ·
12,2: Boxbergheide ·
(15,7: Genk) ·
14,8: Winterslag ·
19,3: Zwartberg ·
21,8: Waterschei ·
22,8: As ·
28,3: Opoeteren-Dilsen ·
31,7: Rotem ·
34,3: Elen ·
39,2: Maaseik